# لارک-د-زالبر
لارک-د-زالبر (به فرانسوی: Laroque-des-Albères) یک کمون در فرانسه با جمعیت ۱٬۹۷۶ نفر است که در Canton of Argelès-sur-Mer واقع شده‌است.